# John B. Sollenberger Trophy
Die John B. Sollenberger Trophy ist eine Auszeichnung der American Hockey League. Sie wird seit Ende der Saison 1947/48 jährlich an den punktbesten Spieler der regulären Saison vergeben.
Die Trophäe wurde 1955 nach John B. Sollenberger benannt, der lange Zeit als Manager und Präsident der Hershey Bears in der Liga tätig war. Zuvor war die Auszeichnung nach Wally Kilrea benannt worden, der bis zum Beginn der Saison 1947/48 den Punkterekord der AHL gehalten hatte, wurde aber im Anschluss an die Spielzeit nach dem ersten Gewinner Carl Liscombe benannt, der zugleich auch Kilreas Rekord gebrochen hatte.
Die bisherigen Rekordgewinner sind Peter White und Bill Sweeney, die beide die Auszeichnung dreimal erhielten.

## Gewinner
| Jahr    | Spieler                  | Team                                       | Punkte |
| ------- | ------------------------ | ------------------------------------------ | ------ |
| 2024/25 | Andrew Poturalski        | San Jose Barracuda                         | 73     |
| 2023/24 | Mavrik Bourque           | Texas Stars                                | 77     |
| 2022/23 | Michael Carcone          | Tucson Roadrunners                         | 85     |
| 2021/22 | Andrew Poturalski        | Chicago Wolves                             | 101    |
| 2020/21 | Andrew Poturalski        | San Diego Gulls                            | 43     |
| 2019/20 | Sam Anas                 | Iowa Wild                                  | 70     |
| 2018/19 | Carter Verhaeghe         | Syracuse Crunch                            | 82     |
| 2017/18 | Chris Terry              | Laval Rocket                               | 71     |
| 2016/17 | Kenny Agostino           | Chicago Wolves                             | 83     |
| 2015/16 | Chris Bourque            | Hershey Bears                              | 80     |
| 2014/15 | Brian O’Neill            | Manchester Monarchs                        | 80     |
| 2013/14 | Travis Morin             | Texas Stars                                | 88     |
| 2012/13 | Brandon Pirri            | Rockford IceHogs                           | 75     |
| 2011/12 | Chris Bourque            | Hershey Bears                              | 93     |
| 2010/11 | Corey Locke              | Binghamton Senators                        | 86     |
| 2009/10 | Keith Aucoin             | Hershey Bears                              | 106    |
| 2008/09 | Alexandre Giroux         | Hershey Bears                              | 97     |
| 2007/08 | Jason Krog               | Chicago Wolves                             | 112    |
| 2006/07 | Darren Haydar            | Chicago Wolves                             | 122    |
| 2005/06 | Kirby Law                | Houston Aeros                              | 110    |
| 2004/05 | Jason Spezza             | Binghamton Senators                        | 117    |
| 2003/04 | Pavel Rosa               | Manchester Monarchs                        | 88     |
| 2002/03 | Steve Maltais            | Chicago Wolves                             | 86     |
| 2001/02 | Donald MacLean           | St. John’s Maple Leafs                     | 87     |
| 2000/01 | Derek Armstrong          | Hartford Wolf Pack                         | 101    |
| 1999/00 | Christian Matte          | Hershey Bears                              | 104    |
| 1998/99 | Domenico Pittis          | Rochester Americans                        | 104    |
| 1997/98 | Peter White              | Philadelphia Phantoms                      | 105    |
| 1996/97 | Peter White              | Philadelphia Phantoms                      | 105    |
| 1995/96 | Brad Smyth               | Carolina Monarchs                          | 126    |
| 1994/95 | Peter White              | Cape Breton Oilers                         | 105    |
| 1993/94 | Tim Taylor               | Adirondack Red Wings                       | 117    |
| 1992/93 | Don Biggs                | Binghamton Rangers                         | 138    |
| 1991/92 | Shaun Van Allen          | Cape Breton Oilers                         | 113    |
| 1990/91 | Kevin Todd               | Utica Devils                               | 118    |
| 1989/90 | Paul Ysebaert            | Utica Devils                               | 105    |
| 1988/89 | Stéphan Lebeau           | Sherbrooke Canadiens                       | 134    |
| 1987/88 | Bruce Boudreau           | Springfield Indians                        | 116    |
| 1986/87 | Tim Tookey               | Hershey Bears                              | 124    |
| 1985/86 | Paul Gardner             | Rochester Americans                        | 112    |
| 1984/85 | Paul Gardner             | Binghamton Whalers                         | 130    |
| 1983/84 | Claude Larose            | Sherbrooke Jets                            | 120    |
| 1982/83 | Ross Yates               | Binghamton Whalers                         | 125    |
| 1981/82 | Mike Kaszycki            | New Brunswick Hawks                        | 118    |
| 1980/81 | Mike Lofthouse           | Hershey Bears                              | 103    |
| 1979/80 | Norm Dubé                | Nova Scotia Voyageurs                      | 101    |
| 1978/79 | Bernie Johnston          | Maine Mariners                             | 95     |
| 1977/78 | Rick Adduono Gord Brooks | Rochester Americans Philadelphia Firebirds | 98     |
| 1976/77 | André Peloffy            | Springfield Indians                        | 99     |
| 1975/76 | Jean-Guy Gratton         | Hershey Bears                              | 93     |
| 1974/75 | Doug Gibson              | Rochester Americans                        | 116    |
| 1973/74 | Steve West               | New Haven Nighthawks                       | 110    |
| 1972/73 | Yvon Lambert             | Nova Scotia Voyageurs                      | 104    |
| 1971/72 | Don Blackburn            | Providence Reds                            | 99     |
| 1970/71 | Fred Speck               | Baltimore Clippers                         | 92     |
| 1969/70 | Jude Drouin              | Montreal Voyageurs                         | 106    |
| 1968/69 | Jeannot Gilbert          | Hershey Bears                              | 100    |
| 1967/68 | Simon Nolet              | Quebec Aces                                | 96     |
| 1966/67 | Gord Labossiere          | Quebec Aces                                | 95     |
| 1965/66 | Dick Gamble              | Rochester Americans                        | 98     |
| 1964/65 | Art Stratton             | Buffalo Bisons                             | 109    |
| 1963/64 | Gerry Ehman              | Rochester Americans                        | 85     |
| 1962/63 | Bill Sweeney             | Springfield Indians                        | 103    |
| 1961/62 | Bill Sweeney             | Springfield Indians                        | 101    |
| 1960/61 | Bill Sweeney             | Springfield Indians                        | 108    |
| 1959/60 | Fred Glover              | Cleveland Barons                           | 107    |
| 1958/59 | Bill Hicke               | Rochester Americans                        | 97     |
| 1957/58 | Willie Marshall          | Hershey Bears                              | 104    |
| 1956/57 | Fred Glover              | Cleveland Barons                           | 99     |
| 1955/56 | Zellio Toppazzini        | Providence Reds                            | 113    |
| 1954/55 | Eddie Olson              | Cleveland Barons                           | 88     |
| 1953/54 | George Sullivan          | Hershey Bears                              | 119    |
| 1952/53 | Eddie Olson              | Cleveland Barons                           | 86     |
| 1951/52 | Ray Powell               | Providence Reds                            | 97     |
| 1950/51 | Ab DeMarco               | Buffalo Bisons                             | 113    |
| 1949/50 | Les Douglas              | Cleveland Barons                           | 100    |
| 1948/49 | Sid Smith                | Pittsburgh Hornets                         | 112    |
| 1947/48 | Carl Liscombe            | Providence Reds                            | 118    |